# Которски карневал
Которски карневал је традиционална манифестација која се одржава у Котору. Почиње две недеље пред Велики ускршњи пост и завршава се почетком поста. Од 2002. године организује се и летњи карневал, као једна од највећих туристичких атракција у Црној Гори.
Которски карневал одржава се на подручју општине Котор, а традиција ових карневалских свечаности из времена пре 16. века.. Представља светковину народног духа и умећа, како учесника, тако и гостију из региона. Бројни посетиоци могу уживати у колориту и хумору оригиналних маски и костима, музици, гастрономији и сатиричном духу Медитерана. Од 2002. године одржава се и летњи карневал, почетком августа, усред туристичке сезоне. Летњи карневал од оснивања има интернационални карактер. Као друштвена манифестација данас је веома популарна и као туристичка атракција.
У духу богате традиције и развијајући се у складу са новим временима у Котору је, као носиоцу карневалских фестивала у Црној Гори, 1999. године основана Невладина Организација „Феште” чијим је посредством овај град 2001. године постао пуноправан члан Федерације европских карневалских градова (FECC), а Которски карневал је сврстан у породицу Европских карневала. Иако се, у односу на друге карневале широм света, Которски карневал организује скромним средствима, важи за један од најатрактивнијих европских карневала. Представља симбол овог града, по коме је Котор препознатљив у свету.
Традиционални зимски карневал окупи између 5 и 10 хиљада људи, док летњи, обзиром на чињеницу да се дешава усред туристичке сезоне, када је Црногорско приморје пуно туриста, окупи између 25 и 30 хиљада посетилаца.

## Историја
Карневал је као обичај зачет у предхришћанском периоду и везује се за паганске култове плодности, попут Дионисијa - свечаности у част бога Диониса или римских Сатурналија. Догађај су пратиле велике гозбе, а за време празновања заборављане су сталешке разлике, док су робови уживали потпуну слободу. Модификована током векова, карневалска традиција је била посебно раскошна у време Ренесансе. Остало је записано и да је Леонардо Да Винчи правио „тријомфе” (кола) за карневалску поворку. До данас се феномен карневала одржао захваљујући његовој локалној обојености, али и субверзивности. По својим структуралним и семантичким одликама карневал је сложен фоклорни и културолошки феномен, који у свом вишевековном трајању чува много митског, обредног и фолклорног, али је, са друге стране, одраз друштено-политичких прилика средине у којој се одржава, што га чини увек актуелним. За разумевање структуре карневала и његових слика важно је знати да карневал потиче од претхришћанских аграрних култова плодности који су славили крај једног и почетак новог животног циклуса, прелазак из смрти у живот, обнову и ново рађање. Зато је у карневалу примарно начело тела и свега што је у вези с њим и његовим потребама – храњење, пражњење, полни чин... Карневал слави радост живота, његово обнављање кроз радост, смех и игру. На начелу смеха почивају све карневалске слике и симболи, карневалски дух и поглед на свет. Смисао карневалског смеха није само да исмеје, него и да укаже на оно што је лоше и што треба мијењати. Зато се кроз смех остварују обе функције карневала – забавна и друштвенокритичка.
Најстарији до сада пронађени документ у којем се помиње карневал у Котору носи датум 11. фебруар 1508. године. То је судски документ у којем пише да Которанин по имену Лука Болица даје своју њиву у Доброти у годишњи најам: издаје њиву за одређену количину жита о Илиндану, прасећу главу о Божићу, јарића о карневалу и јагње о Ускрсу. На основу тог документа види се да су карневалски датуми већ тада били устаљени у годишњем календару града, па се може претпоставити да његови почеци сежу још даље у прошлост.
Други документ, који личи на сценарио за филм за спаљивање Карневала, пронађен је у Перасту и потиче из 1715. године. Према том запису, између врха звоника цркве Светог Николе и једног брода у луци разапињао се конопац. По том конопцу би се спуштала лутка која је симболизовала Турчина. Та лутка не би ни стигла до брода, већ би је на обали млади Пераштани сасекли мачевима. У току 19. века карневалске поворке су углавном преузели градски трговци и занатлије и то је постала пучка забава. Црква је успела да каналише дешавања тако да завршетак свечаности, спаљивање лутке карневала, буде пред сам почетак великог ускршњег поста. Током карневала људи су се маскирали, били весели и могли су да једу месо, али тога дана је престајо мрс и почињао је велики ускршњи пост.
Суђење и спаљивање Крневала чува сећање на давну, паганску, обредну традицију – на људску жртву. У древним друштвима веровало се да је владар (врховни свештеник, племенски вођа, краљ) одговоран за одржање поретка, народни живот и благостање. Ако су народ задесиле невоље, владар се сматрао одговорним. Само спаљивање карневалске лутке представља и симболичко прочишћавање кроз ватру. И дан данас у неким селима још увек се пале Ивањски кресови. Онда момци и дјевојке прескачу преко запаљених ватри и на тај начин се прочишћавају и доживљавају духовну катарзу. Спаљивање те лутке значи и најављивање пролећа.
Традиција прављења карневалских фешти у Котору прекинута је у периоду Другог светског рата. Обновљена је 60-тих година 20. века и траје све до данас.

## Опис манифестације
Которске карневалске свечаности одржавају се зими и лети. Традиционални карневал је манифестација која се организује крајем фебруара и та традиција датира из 14. века. Интернационални летњи которски карневал основан је 2002. године и представја туристичку атракцију. И зимски и летњи карневал праћени су богатим културним програмом, намењеном како одраслима, тако и деци.
Припрема и шивење маски отпочињу месецима пре карневала. Идеје, нацрти и ток израде маски чува се у највећој тајности. Сама израда маски, која се одвија углавном у домаћој радиности, представља такође својеврстан друштвени догађај, праћен песмом, шалом и забавом. У Котору постоји неколико професионалних карневалских група а неке од њих су: Карампана, Берекини, Ориђинали и друге. Осим професионалних група на карневалу учествују и мање или веће, спонтано формиране групе, целе породице са децом, као и појединци.
Карневалске феште уобичајено почињу подизањем карневалске заставе, уз поздрав „Капа” (капетана) которског карневала и ватрометом, да би у следећих неколико дана обухватиле низ абрума (позива на фешту - забаву), кулинарских фешти, изложби, концерата, позоришних представа, а све у духу оживљавања успомене на старе градске „ориђинале”, „музиканте” и „машкаруне”.
Крај феште и централни догађај представља велика карневалска поворка која предвођена „Капом”, градском музиком и мажореткињама дефилује кроз град, до места на коме се суди Карневалу или „Крњу” и на коме се он на крају спаљује. „Крњо” је лутка натприродне величине и гротескног изгледа, која представља персонификацију свега оног лошег што је народ задесило протекле године. У складу с оптужбом, лутка сваке године добија други лик и име. Један је од захтева „тужилаца” у сценском суђењу Карневалу гласио је овако:
| „ | За све је крива дисграција ова, најгора приказа из кошмарских снова. Зато ћу своју тужбу да оснажим и за овога лажова смртну казну да тражим! | ” |

### Програм карневала
Распоред пратећих програма током обе манифестације није исти сваке године.

#### Традиционални зимски карневал
Традиција Которског карневала дуга је више од 500 година, а у почетком 19. века установљено је време одржавања две недеље пред велики ускршњи пост. Програм фестивала оквирно изгледа овако:
1. дан: Свечано отварање Карневала - традиционалне карневалске феште почињу специјалним перформансом на Тргу од оружја, главном градском тргу. Которска Градска музика са мажореткињама поздравиља град, после чега следи подизање карневалске заставе, уз поздрав „Капа” которског карневала и ватромет. У забавном делу програма наступају которске клапе и музички састав изводи химну карневала.
2. дан: Наступи мажореткиња и забавно-музички програм.
3. дан: Карневалска „њокада” - гастрономска свечаност, дегустације традиционалних њоки (кнедли).
4. дан: Традиционални Которски маскенбал, који се одржава у затвореном простору. Маскенбал има такмичарски карактер и сваке године обезбеђује се богат фонд награда. Забава уобичајено траје све до зоре.
5. дан: Дечји маскенбал.
6. дан: Различите изложбе (карневалске маске, фотографије некадашњих карневала и сл.)
7. дан: Концерт под маскама.
8. дан: „Абрум” - позив на фешту, којим Которани позивају своје суграђане и све људе добре воље да се одазову у што већем броју и прикључе се забавама до зоре, наравно под маскама. Маскирана дружина, праћена звуцима Градске музике, пролази улицама и трговима Старога града уз позив „Сви на фешту!”
9. дан: Концерти клапа.
10. дан: Кулинарска фешта „Папалада”, односно бесплатна дегустација традиционалних јела „бокешке кужине” од којих нека имају дугу традицију. На трпези се могу наћи његушки пршут, њоке, пашта шута (макарони), бумбари (пуњена цревца), јела од рибе, шкољки, ракова, рижото, штрудле, добротске торте и разни други специјалитети, зачињени аутохтоним ароматичним биљем Боке Которске, першуна, босиљка, рузмарина, маслиновог уља и осталих традиционалних зачина.
11. дан: Забавно музички програм уз мажореткиње и маске.
12. дан: Завршна свечаност - карневалске свечаности завршавају се традиционалном карневалском поворком која се креће главном которском саобраћајницом, од отвореног базена ВК Приморац до јужних градских врата на Гурдићу, па до места где се одржава „суђење” и спаљивање Крневала. Пре главне, „велике” поворке улицама пролази и дечја карневалска поворка у којој учествују деца предшколског и школског узраста. У главној поворци, предвођеној „Капом” од Которског карневала, поред Градске музике и мажореткиња учествују и маскиране групе и пајединци, међу којима су и добитници награда на одржаним маскенбалима. У поворци се крећу и бројна алегоријска кола („фигуре”), такође за ту прилику направљена у радионицама которских карневалских мајстора. После суђења и пресуде „Славног суда”, кривац се води на место спаљивања. Фешта се, после суђења на главном градском тргу, наставља по целом Старом граду, уз музику и доделу награда.

#### Интернационални летњи которски карневал
Интернационални летњи которски карневал организује се од 2002. године као туристичка манифестација. Траје краће од зимског, програм је збијенији, прилагођен многобројним туристима. Програм летњег фестивала оквирно изгледа овако:
1. дан:
- Смотра мажоретки које су неизбежна пратња карневала, група девојака које у живописним костимима са штаповима изводе ритмичке вежбе и кореограије праћене звуцима плех музике.
- Рибраска фешта у аутентичном рибарском насељу Муо, гастрономска свечаност и дегустеција јела припремљених од ситне врсте морске рибе коју лове рибари овог места.

2. дан:
- Дечји маскенбал који прате бројне плесне групе и дечије радионице које раде и стварају у Котору.
- Фешта од мушуља, гастрономска свечаност у Прчању и дегустеција мушуља (дагњи) припремљенихна традиционални начин, у великим лонцима.

3. дан:
- Кулинарска фешта „Папалада”, односно бесплатна дегустација традиционалних јела „бокешке кужине” од којих нека имају дугу традицију. На трпези се могу наћи његушки пршут, њоке, пашта шута (макарони), бумбари (пуњена цревца), јела од рибе, шкољки, ракова, рижото, штрудле, добротске торте и разни други специјалитети, зачињени аутохтоним ароматичним биљем Боке Которске, першуна, босиљка, рузмарина, маслиновог уља и осталих традиционалних зачина.

4. дан:
- „Абрум” - позив на фешту, којим „машкаре” (маске) предвођене „Капом” карневала позивају своје суграђане и све људе добре воље да се одазову у што већем броју и прикључе се забавама лети се организује бродом, који уз музику пристаје у свако место у заливу - Доброта, Пераст, Муо, Прчањ и Столив. Брод се на крају „ђира” (круга) враћа на которску Риву, где маске учествују у краћем програму.

5. дан:
- „Најмашакаранији граде” - приредба током које се на главној бини главног градског трга представљају гостујуће карневалске групе.

6. дан:
- Интернационална летња карневалска поворка креће се главном которском саобраћајницом, од отвореног базена ВК Приморац до јужних градских врата на Гурдићу. Дуж ове трасе постављене су отворене позорнице на којима водитељи представљају карневалске групе и појединачне маске, уз њихове поруке и симболе. На почетку поворке су заставе Которског карневала и Федерације европских карневалских градова (FECC), са „Капом” карневала и члановима FECC из земље и света на челу.
- Карневалска ноћ наставља се унутар зидина Старог града до касних сати.

У великој карневалској поворци, поред маски и карневалских група из Котора и других градова Црне Горе, последњих година учествују и карневалске групе из бројних Европских земаља: Србије,Хрватске, Словеније, Италије, Грчке, Аустрије, Шведске, Немачке и других.

## Карневалски листови
Током карневала објављују се и карневаски листови „Карампана” и „Ћакулона”, који су препознатљив део карневалских свечаности. „Карампану” је основало Српско пјевачко друштво „Јединство” из Котора, а први број је изашао 3. фебруара 1926. године. „Ћакулону” су основали становници которског насеља Муо 1886. године и покренута је поново после дуже паузе.
„Карампана” се прави тако што доскочице, досетке и шаљиве догађаје из живота града, написане на листу папира, сами грађани убацују у кутију која стоји на улазу у Стари град, понеко у кутију убаци и новчани прилог. Прикупљени материјал обрађује се у редакцијии листа, док истовремено цртачи, којих у Котору има доста, цртају карикатуре. „Карампана” је увек добро чувана тајна, све до самог изласка. Чланови редакције чак дежурају у штампарији, да не би неко од штампара изнео лист пре него што буде комплетно готов. Дешава се да се понеко и препозна у овим шалама, али Которани имају једну изреку која гласи: „Ко није за Карампану, није ни за живот у Котору”.

## Друштвени контекст
Иако на први поглед делује као раскалашна забава и својеврсно јавно позориште забаве, уз музику, игру, плес и веселе шарене костиме и маске, ово је само спољна манифестације једне дубоке значајне појаве друштвеног живота, која у својим коренима носи одлике митског мишљења и обреда, и чува исконску човекову тежњу за животом, потребу за његовим сталним обнављањем, свеземаљским и свенародним препородом. Осим уобичајних маски пајаца, краљева, краљица, војника, животиња и других јављају се маске које представљају
актуелне личности из света филма, умјености и политике. Маске које представљају актуелне личности или догађаје никада нису њихова нема копија, већ су дате кроз критичку визуру, кроз хумор и пародију, увек са јасном поруком и критиком. Ако се преставља нека личност, реквизити који је прате јасно указују на поруку или јавну осуду дела која јој се приписују. 
Кроз све епохе, Которски карневал се темељи на ономе што је тренутно актуелно у граду. Увијек је реч о неким међусобним духовитим досеткама грађана, али карневал има и субверзивно-друштвену улогу. Он увек указује на мане друштва, на оно што народу смета у политици, друштву, актуелној власти. То је поготово било присутно у 18. и 19. веку. Тако су из времена аустријске власти у 19. веку остали прогласи којима је било стриктно прецизирано шта се сме, а шта не сме радити током карневала. Рецимо, није се смело дирати у ауторитет цркве и власти, или маскирати сат времена после мисе. Са друге стране, карневалска традиција се толико дуго одржала и зато што је то вид психолошког и емоционалног одушка. Према речима професорке Станке Јанковић Пивљанин „то је вријеме када је све могуће и када можете да будете ко год хоћете. А још један важан чинилац толико дуге традиције је и то што је карневал можда и једини празник који цијели град живи”.
У истом духу прави се и „Крњо”, лутка натприродне величине и гротескног изгледа, која представља персонификацију свега оног лошег што је народ задесило протекле године и која се он на крају спаљује. У складу с оптужбом, „Крњо” сваке године добија прикладно име. Тако је, на пример, лик „Крња” 2007. године био сублимација проблема који је годинама мучио грађане - корумпираног политичара. Био је обучен у црно, са мобилним телефоном у једној и ташном пуном пара у другој руци. Сходно лику који је представљао, звао се Мито Корупција. Фештађуни (организатори целе забаве - феште) који праве лутку карневала не либе се да направе ликове политичара и они су најчешћа тема. Крајем 90-их година био је то лик Слободан Милошевића, који је тада још увек био на власти. Имао је сребрена крила и у рукама држао златну лиру и био је саркастична фигура „Анђела мира”. Вековима се верује да ће се, спаљивањем лутке, истовремено спалити сва зла и све оно негативно што постоји у друштву уопште.
Дуга традиција карневала, богаство садржаја кроз манифестације и слике, атмосфера и карневалски листови део су вредне и значајне културне баштине Котора.